# Fontanezija
Fontanezija (lat. Fontanesia), biljni rod iz porodice maslinovki smješten u vlastiti tribus Fontanesieae. Sastoji se od dvije vrste grmlja, jedna iz Kine (F. fortunei) i druga ( F. philliraeoides) iz istočnog Sredozemlja (Turska, Sirija, Libanon) i Sicilije.

## Vrste
1. Fontanesia fortunei Carrière
2. Fontanesia philliraeoides Labill.

## Sinonimi
- Desfontainesia Hoffmanns.